# Agulla hipodèrmica

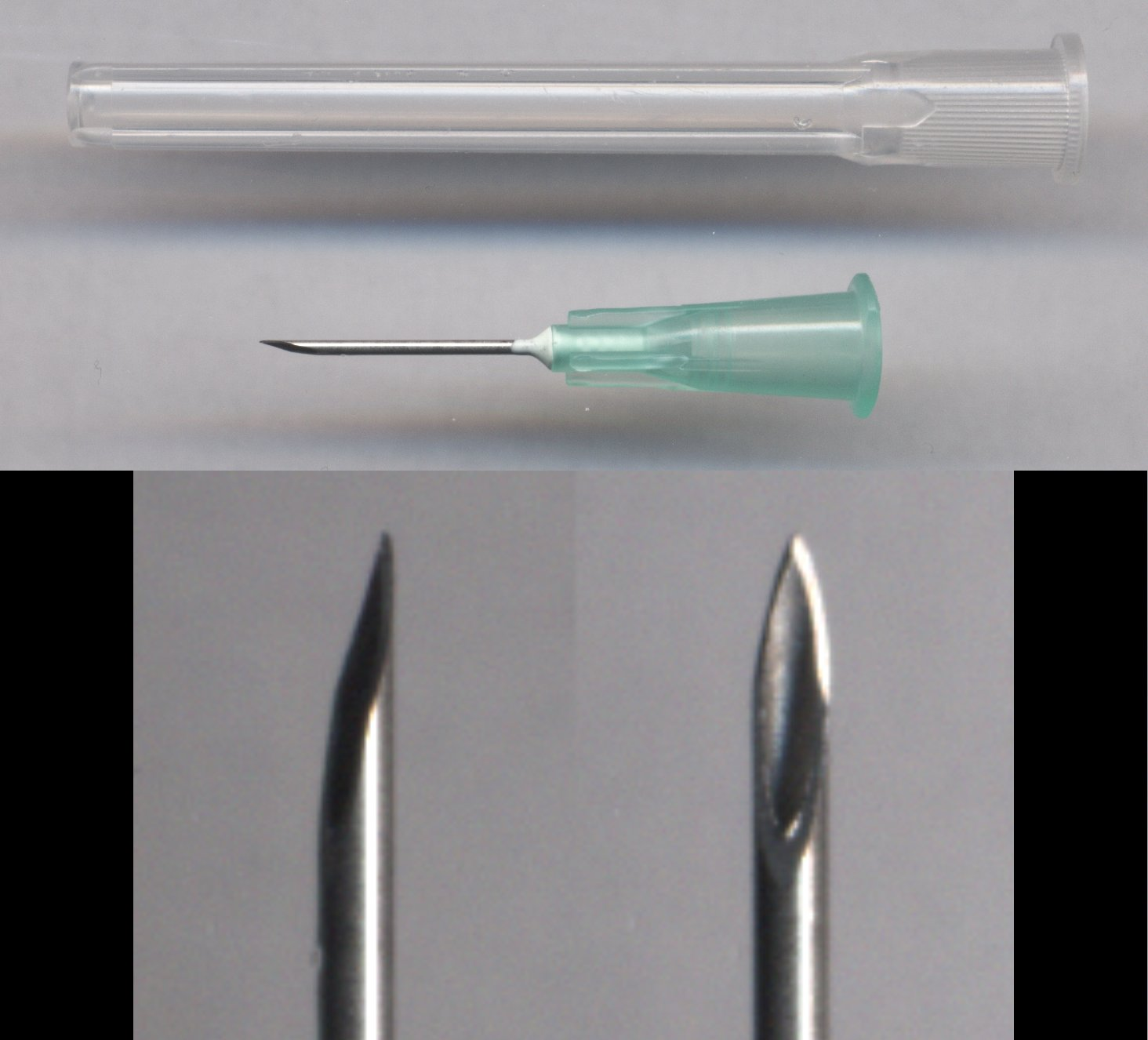
Agulla hipodèrmica

L'agulla hipodèrmica és un producte sanitari i fou inventada l'any 1853 per Alexander Wood, metge d'Edimburg, l'esposa del qual patia un càncer incurable, precisament per injectar-li morfina. Fou la primera persona a rebre aquesta droga per aquesta via i la primera a adquirir l'hàbit de l'agulla.
L'invent fou possible gràcies al fet que l'irlandès Francis Rynd havia inventat l'agulla buida l'any 1844.
Però qui popularitzà el mètode verdaderament fou el metge francès Charles Gabriel Pravaz, que dissenyà una xeringa de metall per efectuar injeccions intraarterials, precursora de les d'avui dia però amb pistó, el mateix any que Wood.
Pocs anys més tard, l'escocès William Fergusson la simplificà i llavors el fabricant Luer la industrialitzà amb una forma semblant a les que s'usen ara mateix.
El concepte es coneixia des de l'antiguitat. Galè ja usà i descrigué mètodes d'injecció; no obstant això, les injeccions es feien quan es practicaven incisions. Christopher Wren assajà l'administració intravenosa d'opi a gossos emprant raquis de ploma d'oca tallats obliquament amb resultats desastrosos. El cirurjà alemany Karl Ferdinand von Gräfe va crear a principis del segle xix un instrument amb una cànula corbada, que anomenà phlebotom, per fer sagnies sense tallar la pell i perfondre líquids. La invenció de l'agulla hipodèrmica fou, conseqüentment, un gran avenç en la tècnica mèdica.
- 26G × 1⁄2″ (0,45 × 12 mm) (marró)
- 25G × 5⁄8″ (0,5 × 16 mm) (taronja)
- 22G × 1 1⁄4″ (0,7 × 30 mm) (negre)
- 21G × 1 1⁄2″ (0,8 × 40 mm) (verd)
- 20G × 1 1⁄2″ (0,9 × 40 mm) (groc)
- 19G × 1 1⁄2″ (1,1 × 40 mm) (crema)

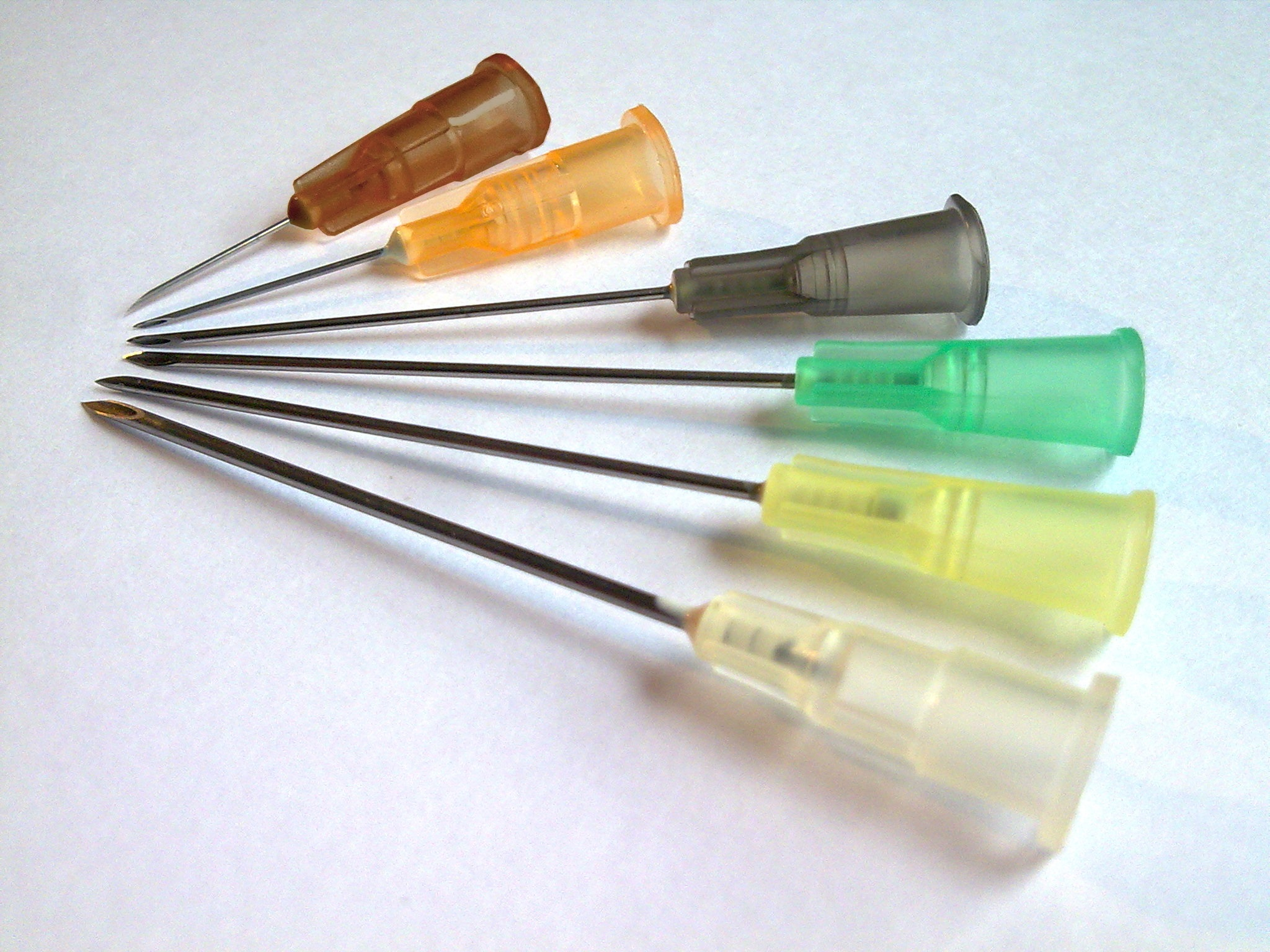
Agulles hipodèrmiques amb connectors Luer. Aquestes agulles normalment s'empren conjuntament amb altres dispositius mèdics, com xeringues; De dalt a baix:
- 26G × 1⁄2″ (0,45 × 12 mm) (marró)
- 25G × 5⁄8″ (0,5 × 16 mm) (taronja)
- 22G × 1 1⁄4″ (0,7 × 30 mm) (negre)
- 21G × 1 1⁄2″ (0,8 × 40 mm) (verd)
- 20G × 1 1⁄2″ (0,9 × 40 mm) (groc)
- 19G × 1 1⁄2″ (1,1 × 40 mm) (crema)
Resum de Gauge (calibre).

La companyia estatunidenca Becton Dickinson inicià la producció de xeringues d'insulina amb agulla integrada l'any 1970.
L'ús de sistemes quirúrgics robotitzats ha comportat el disseny específic d'agulles amb paràmetres escaients a les característiques d'aquests nous equips.
A hores d'ara, es treballa en el desenvolupament de microagulles fetes amb materials polimèrics.